# زن افسونگر (آلبوم بریتنی اسپیرز)
زن افسونگر (به انگلیسی: Femme Fatale) هفتمین آلبوم استودیویی خواننده آمریکایی بریتنی اسپیرز می‌باشد که در ۲۵ مارس ۲۰۱۱ توسط شرکت «جایو رکوردز» منتشر شد و بعد از آن ناشر خود را به آرسی‌ای رکوردز تغییر داد. از لحاظ موسیقی، اسپیرز می خواست یک آلبوم رقص "تازه صدا" و "شدید" را ایجاد کند ، بنابراین سبک های رقص پاپ و الکتروپاپ را با عناصر دابستپ، تکنو و الکترو در صدای خود گنجانید. اسپیرز شروع به کار بر روی این آلبوم در دومین دوره از تور خود سیرک با هنرمندی بریتنی اسپیرز (۲۰۰۹) آغاز کرد.
اسپیرز در آلبوم با تهیه کنندگان مختلف از جمله مکس مارتین، دکتر لوک، ویلیام اربیت، فریزر اسمیث، رودنی جرکینز، بلادشی و اوانت، ویل.آی.ام و استارگیت همکاری داشته است.
من در طی ۲ سال گذشته قلب و روحم را در این آلبوم گنجانده‌ام. من هر آنچه را که دارم در آن قرار داده ام. این آلبوم برای طرفداران من است، که همیشه از من حمایت کرده اند و در هر قدم با من بوده‌اند! من همه شما را دوست دارم! سکسی و محکم؛ خطرناک اما مرموز؛ باحال و با اطمینان! زن افسونگر.— توضیح اسپیرز در مورد زن افسونگر

## فهرست ترانه‌ها

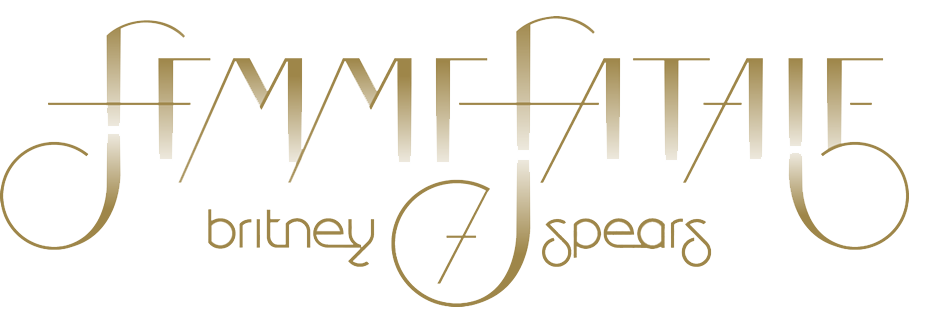
لوگو آلبوم بريتني اسپريز

| شماره      | نام                                 | مدت   |
| ---------- | ----------------------------------- | ----- |
| ۱.         | «تا دنیا دنیاست»                    | ۳:۵۸  |
| ۲.         | «علیه من به کار می‌بری»              | ۳:۴۹  |
| ۳.         | «ظاهر و باطن (ترانه بریتنی اسپیرز)» | ۳:۳۸  |
| ۴.         | «می‌خوام برم»                        | ۳:۳۰  |
| ۵.         | «How I Roll»                        | ۳:۳۶  |
| ۶.         | «(خیلی جذابی) خوشگلی»               | ۳:۳۶  |
| ۷.         | «با یک بوسه جذبش کن»                | ۳:۲۶  |
| ۸.         | «بیس چاق و گنده»                    | ۴:۴۴  |
| ۹.         | «آزار دهنده»                        | ۳:۱۹  |
| ۱۰.        | «سفر به قلب تو»                     | ۳:۳۳  |
| ۱۱.        | «بنزین»                             | ۳:۰۸  |
| ۱۲.        | «مجرم (ترانه)»                      | ۳:۴۵  |
| مجموع مدت: | مجموع مدت:                          | ۴۴:۰۲ |